# LG MusicFlow P5
Az LG MusicFlow P5 az LG hordozható, beépített akkumulátorral rendelkező hangszórója. A készülék a LG MusicFlow termékcsalád tagja. Vezetékek nélkül, bluetoothon keresztül csatlakoztatható televízióhoz, számítógéphez, az okostelefonhoz, illetve táblagéphez – egyszerre akár három készülékhez is párhuzamosan. A beépített 2100 mAh-es Li-Ion akkumulátor 7-8 órás maximális üzemidővel rendelkezik, amelynek töltése 2 óra 30 percet vesz igénybe.

### Főbb paraméterek
- Csatornák száma: 2
- Méret: 153 x 58 x 59,5 mm
- Tömeg : 0,6 kg
- Akkumulátor (mAh): 2100
- Akkumulátor típus: Li-Ion
- Csatlakozók: Audio bemenet, Micro USB bemenet
- Egyéb: Bluetooth, Multipont, Stereo párosítás